# Musile di Piave
Musile di Piave é uma comuna italiana da região do Vêneto, província de Veneza, com cerca de 10.222 habitantes. Estende-se por uma área de 44 km², tendo uma densidade populacional de 232 hab/km². Faz fronteira com Fossalta di Piave, Jesolo, Meolo, Quarto d'Altino, San Donà di Piave, Venezia.

## Demografia
| Variação demográfica do município entre 1861 e 2011                               |
|                                                                                   |
| Fonte: Istituto Nazionale di Statistica (ISTAT) - Elaboração gráfica da Wikipedia |